# 奈斯特·柯泰斯
小奈斯特·柯泰斯（英語：Nestor Cortés Jr.，1994年12月10日—），綽號「Nasty Nestor」和「Hialeah Kid」，為美國職棒大聯盟的投手，目前效力於聖地牙哥教士。他先前曾效力過金鶯、水手、洋基與釀酒人等隊。

## 職業生涯

### 紐約洋基
2013年美國職棒大聯盟選秀，洋基在第36輪選走柯泰斯。他在新人聯盟吞下一敗，防禦率4.42。隔年他拿下1勝2敗，防禦率2.27。2015年，他拿下6勝3敗，防禦率2.26。2016年，柯泰斯升上1A，並一路升上3A。整季他拿下11勝4敗，防禦率1.53。隔年他一樣在3個層級效力，共拿下7勝4敗，防禦率2.06。

### 巴爾的摩金鶯
2017年，金鶯透過規則五選秀選走柯泰斯。當時他同時競爭先發投手和後援投手的位置，最終他從牛棚出發。不過他在4月3日就被喬希·雷迪克敲出滿貫砲，4月9日再被賈許·唐納森敲出滿貫砲。最終金鶯隊在4月10日將他指定讓渡。

### 重返洋基
2018年4月13日，金鶯將柯泰斯退還給洋基。他在2A和3A共拿下6勝6敗，防禦率3.68。球季結束後，他到了多明尼加冬季聯盟，並學習如何投出切球。
2019年，柯泰斯受邀參加大聯盟春訓。他先從3A出發，並在5月9日重返大聯盟。6月15日，他拿下大聯盟首勝。不過他在6月21日因為亞倫·賈吉傷癒歸隊而被下放3A，整季他拿下5勝1敗，防禦率5.67。

### 西雅圖水手
2019年11月25日，洋基將柯泰斯交易到水手，換取國際簽約金。2020年，他僅投7.2局，便掉了13分。球季結束後，他被水手移出40人名單外，成為自由球員。

### 三返洋基
2020年12月20日，柯泰斯和洋基簽下小聯盟合約。2021年5月30日，他再度回到大聯盟。而他也留了招牌的八字鬍，很快成為紐約的新寵。整季他的防禦率為2.90。
2022年，柯泰斯入選先發輪值。4月17日，他面對金鶯隊投出完美一局。5月9日，他面對遊騎兵更是投出7.1局的無安打比賽。

### 密爾瓦基釀酒人
2024年12月13日，洋基將柯泰斯和Caleb Durbin交易到釀酒人，換來德文·威廉斯。他在釀酒人的首場先發正好對上前東家洋基，結果他第一局就連續挨了3轟，最後洋基整場比賽敲出9轟，寫下隊史紀錄，並以20比9大勝釀酒人。他在4月3日拿下賽季首勝，結果沒多久就進入傷兵名單。

### 聖地牙哥教士
2025年7月31日，釀酒人將柯泰斯、Jorge Quintana和現金交易至教士，換來Brandon Lockridge。他在8月3日重返先發輪值。

## 投球風格
柯泰斯的四縫線快速球均速落在91英里(約時速146公里)，同時他還有卡特球、滑球、變速球和少量的曲球。他的曲球甚至只有47英里(約時速76公里)。
柯泰斯在小聯盟時，隊友曾建議他可以改變投球節奏來對付打者。因此他有時會在比賽中刻意頓個幾拍再出手，或者是改用側投方式投球。

## 外部連結
- 球員資訊和成績在MLB，ESPN，Baseball Reference，Fangraphs（英文）